# Берестовицкий район
Берестови́цкий райо́н (бел. Бераставіцкі раён) — административная единица на западе Гродненской области Республики Беларусь. Административный центр — городской посёлок Большая Берестовица.
Численность населения района — 14 175 человек (на 1 января 2025 года).
В Берестовицком районе расположен пограничный переход Берестовица — Бобровники (Польша).

## Геральдика
Герб и флаг учреждены Указом Президента Республики Беларусь от 17 июля 2006 года № 455 и зарегистрированы в Государственном геральдическом регистре Республики Беларусь 1 августа 2006 года № Б-86 и № Б-87.
Одобрены решением Берестовицкого районного исполнительного комитета от 24 мая 2004 года № 151 и решением Берестовицкого районного Совета депутатов от 3 июня 2004 года № 47.

## География
Площадь 743 км² (17-е место среди районов). Большую часть района занимает Волковысская возвышенность, на севере часть Неманской низины, на северо-западе окраина Гродненской возвышенности. Преобладают высота 160—200 м (максимальная — 212 м). Из полезных ископаемых есть торф, строительные пески.
Средняя температура января — −5 °C, июля — +18 °C. Осадков выпадает 560 мм в год. Водные ресурсы представлены рекой Свислочь с притоками Веретейка, Берестовчанка.

## История
Район образован 15 января 1940 года как Крынковский в составе Белостокской области. Ввиду отхода районного центра Крынковского района — города Крынки к Польше, было решено переименовать Крынковский район в Берестовицкий район, с центром в Большое Берестовице. 20 сентября 1944 года получил название Берестовицкий в связи с переносом районного центра в Большую Берестовицу из-за передачи части территории района Польше, передан в состав Гродненской области.
13 февраля 1960 года к району присоединены 2 сельсовета Свислочского района. 25 декабря 1962 года район был ликвидирован, его территория полностью передана Свислочскому району. 30 июля 1966 года образован повторно в составе 9 сельсоветов.
20 октября 1995 года административные единицы Берестовицкий район и посёлок Большая Берестовица, имеющие общий административный центр, объединены в одну административную единицу — Берестовицкий район.

## Демография
Численность населения — 14 175 человек (на 1 января 2025 года), в том числе городское — 5647 человек (Большая Берестовица — 5647 человек), сельское — 8528 человек.
Население района составляет 14 655 человек, в том числе в городских условиях проживают 5665 человек (на 1 января 2023 года).
| Численность населения (по годам) | Численность населения (по годам) | Численность населения (по годам) | Численность населения (по годам) | Численность населения (по годам) | Численность населения (по годам) | Численность населения (по годам) | Численность населения (по годам) | Численность населения (по годам) | Численность населения (по годам) |
| 1996                             | 2001                             | 2002                             | 2003                             | 2004                             | 2005                             | 2006                             | 2007                             | 2008                             | 2009                             |
| -------------------------------- | -------------------------------- | -------------------------------- | -------------------------------- | -------------------------------- | -------------------------------- | -------------------------------- | -------------------------------- | -------------------------------- | -------------------------------- |
| 21 700                           | ▼21 090                          | ▼20 831                          | ▼20 492                          | ▼20 196                          | ▼19 795                          | ▼19 459                          | ▼19 076                          | ▼18 622                          | ▼18 182                          |
| 2010                             | 2011                             | 2012                             | 2013                             | 2014                             | 2015                             | 2016                             | 2017                             | 2018                             | 2019                             |
| ▼17 860                          | ▼17 305                          | ▼16 791                          | ▼16 517                          | ▼16 255                          | ▼15 950                          | ▼15 718                          | ▼15 571                          | ▼15 440                          | ▼15 193                          |
| 2020                             | 2021                             | 2022                             | 2023                             | 2024                             | 2025                             |                                  |                                  |                                  |                                  |
|                                  |                                  |                                  | ▼14 665                          |                                  | ▼14 175                          |                                  |                                  |                                  |                                  |

| Национальный состав по переписи населения 2009 года | Национальный состав по переписи населения 2009 года | Национальный состав по переписи населения 2009 года |
| Народ                                               | Численность                                         | %                                                   |
| --------------------------------------------------- | --------------------------------------------------- | --------------------------------------------------- |
| Белорусы                                            | 12 619                                              | 70,04 %                                             |
| Поляки                                              | 3907                                                | 21,69 %                                             |
| Русские                                             | 1040                                                | 5,77 %                                              |
| Украинцы                                            | 223                                                 | 1,24 %                                              |
| Армяне                                              | 44                                                  | 0,24 %                                              |
| Азербайджанцы                                       | 13                                                  | 0,07 %                                              |
| Литовцы                                             | 13                                                  | 0,07 %                                              |
| Молдаване                                           | 11                                                  | 0,06 %                                              |

## Административное устройство
В районе 127 населённых пунктов, находящихся в ведении 6 сельских Советов:
| Название сельсовета | Административный центр сельсовета | Количество населённых пунктов в ведении | Численность населения, чел. (2009) |
| ------------------- | --------------------------------- | --------------------------------------- | ---------------------------------- |
| Берестовицкий       | Берестовичаны                     | 28                                      | 781                                |
| Конюховский         | Конюхи                            | 29                                      | 672                                |
| Малоберестовицкий   | Малая Берестовица                 | 8                                       | 1640                               |
| Олекшицкий          | Олекшицы                          | 18                                      | 2217                               |
| Пограничный         | Пограничный                       | 22                                      | 3141                               |
| Эйсмонтовский       | Большие Эйсмонты                  | 16                                      | 1392                               |

Упразднённые сельсоветы: Кваторский, Макаровецкий, Пархимовский.

## Экономика
Среднемесячная номинальная начисленная заработная плата (до вычета подоходного налога и некоторых отчислений) в 2017 году в районе составила 682,8 рублей (около 340 долларов). Район занял 5-е место в Гродненской области по уровню зарплаты (средняя зарплата по области — 703,2 руб.) и 41-е место в стране.

### Сельское хозяйство
На сельское хозяйство приходится 80 % объёма производства района. В районе действуют 6 сельскохозяйственных организаций в форме КСУП (крупнейшие — «Пограничный-Агро», «Воронецкий», «Олекшицы»), РУСП «Массоляны», ОАО «Берестовицкая птицефабрика», 2 организации-филиала (агрофирма «Старый Дворец» — филиал «Гродноэнерго», СПП «АгроМир» — филиал ОАО «Молочный Мир»), 22 фермерских хозяйства.
Общая посевная площадь сельскохозяйственных культур в сельскохозяйственных организациях (без учёта фермерских и личных хозяйств населения) в 2017 году составила 32 631 га (326 км²). В 2017 году под зерновые и зернобобовые культуры было засеяно 16 529 га, под сахарную свеклу — 2334 га, под кормовые культуры — 11 198 га. Среднее качество сельскохозяйственных угодий — 37,6 балла, пашни — 39,7 балла.
Валовой сбор зерновых и зернобобовых культур в сельскохозяйственных организациях составил 84,4 тыс. т в 2015 году, 78,6 тыс. т в 2016 году, 89,1 тыс. т в 2017 году. По валовому сбору зерновых в 2017 году район занял шестое место в Гродненской области. Средняя урожайность зерновых в 2017 году составила 53,9 ц/га (средняя по Гродненской области — 39,7 ц/га, по Республике Беларусь — 33,3 ц/га). По этому показателю район занимал второе место в Гродненской области после Гродненского района. Валовой сбор свеклы сахарной в сельскохозяйственных организациях составил 121,3 тыс. т в 2016 году, 128,4 тыс. т в 2017 году. По валовому сбору сахарной свеклы в 2017 году район занял четвёртое место в Гродненской области. Средняя урожайность сахарной свеклы в 2017 году составила 560 ц/га (средняя по Гродненской области — 533 ц/га, по Республике Беларусь — 499 ц/га). По этому показателю район занимает второе место в Гродненской области.
На 1 января 2018 года в сельскохозяйственных организациях района (без учёта фермерских и личных хозяйств населения) содержалось 36 тыс. голов крупного рогатого скота, в том числе 10,3 тыс. коров, а также 36,5 тыс. свиней и 159 тыс. голов птицы. По поголовью крупного рогатого скота район занимает 10-е место в Гродненской области, по поголовью свиней и птицы — 5-е.
В 2017 году предприятия района произвели 12,9 тыс. т мяса (в живом весе), 71,1 тыс. т молока и 41,3 млн яиц. Средний удой молока с коровы — 6902 кг (средний показатель по Гродненской области — 5325 кг, по Республике Беларусь — 4989 кг). По производству мяса и молока район занимает 6-е место в Гродненской области. По среднему удою молока район занимает 2-е место в Гродненской области.

## Здравоохранение
В 2017 году в учреждениях Министерства здравоохранения Республики Беларусь в районе работало 58 практикующих врачей и 161 средний медицинский работник. В пересчёте на 10 тысяч человек численность врачей — 37,6, численность средних медицинских работников — 104,3 (средние значения по Гродненской области — 48,6 и 126,9 на 10 тысяч человек соответственно, по Республике Беларусь — 40,5 и 121,3 на 10 тысяч человек). Число больничных коек в учреждениях здравоохранения района — 121 (в пересчёте на 10 тысяч человек — 78,4; средние показатели по Гродненской области — 81,5 на 10 тысяч человек, по Республике Беларусь — 80,2 на 10 тысяч человек).

## Образование
В 2017 году в районе насчитывалось 12 учреждений дошкольного образования (включая комплексы «детский сад — школа») с 0,6 тыс. детей. В 2017/2018 учебном году в районе действовало 13 учреждений общего среднего образования, в которых обучалось 1,6 тыс. учеников. Учебный процесс осуществляли 260 учителей. В среднем на одного учителя приходилось 6,3 учеников (среднее значение по Гродненской области — 7,9, по Республике Беларусь — 8,7).

## Культура
В Большой Берестовице действует Музей белки с численностью музейных предметов 1,5 тыс. единиц. В 2016 году музей посетили 4,2 тыс. человек.

## Достопримечательности
- Церковь Успения Пресвятой Богородицы (1860) в д. Горбачи
- Церковь Рождества Пресвятой Богородицы (1796) в аг. Массоляны
- Костёл Пресвятой Девы Марии и Святого Яна Непомука (1850) в аг. Большие Эйсмонты
- Костёл в аг. Макаровцы
- Католический храм св. Антония (1851—1863) в аг. Малая Берестовица
- Православная церковь св. Димитрия Солунского (1866) в аг. Малая Берестовица

### Галерея

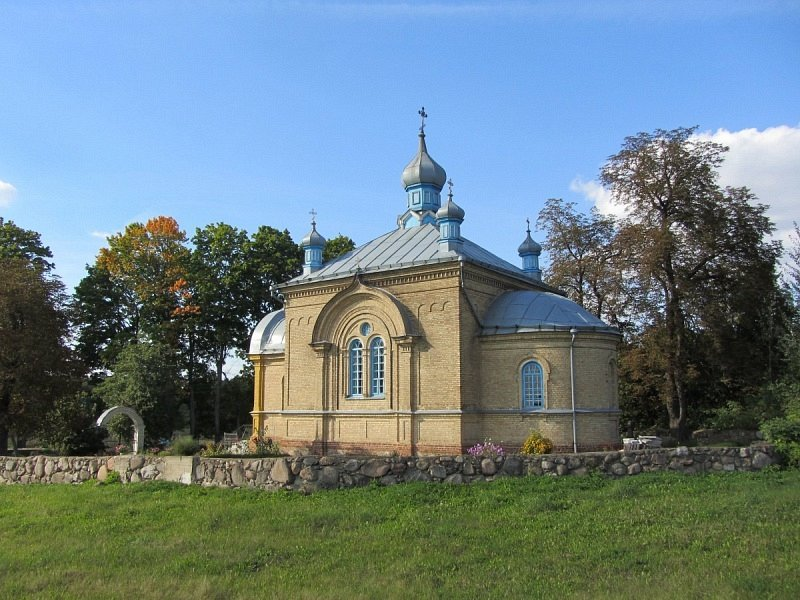
Церковь Успения Пресвятой Богородицы в д. Горбачи
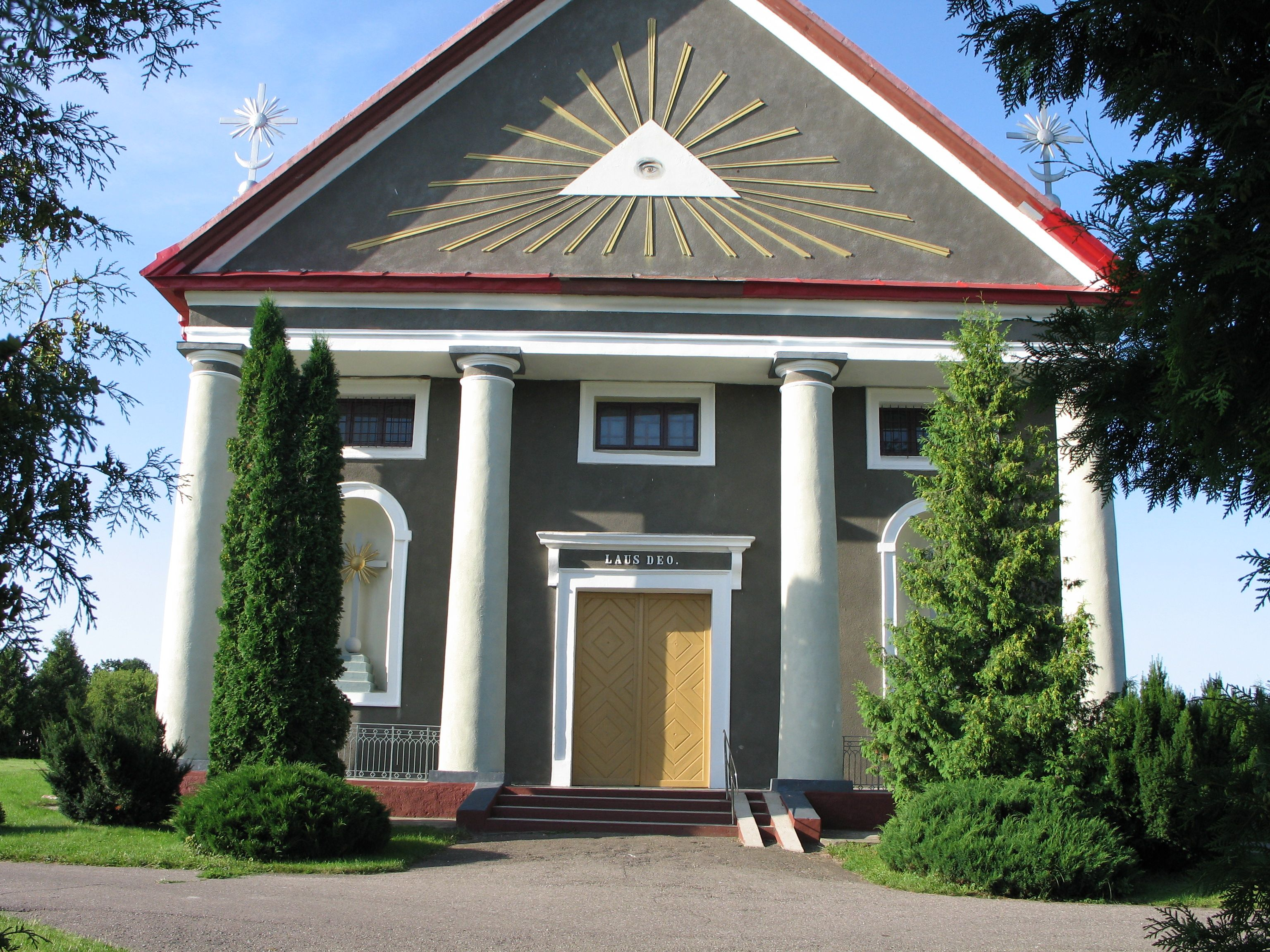
Костёл Пресвятой Девы Марии и Святого Яна Непомука в аг. Большие Эйсмонты
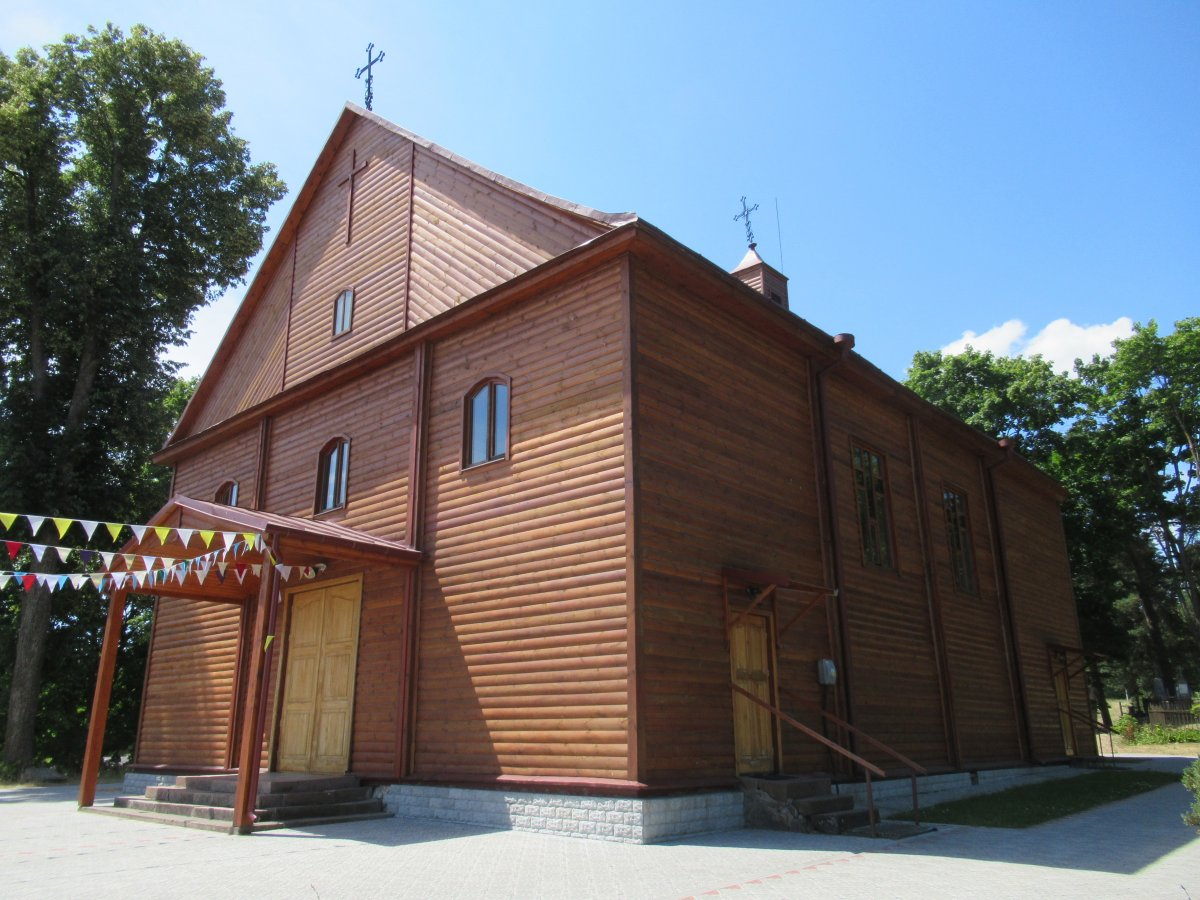
Костёл в аг. Макаровцы
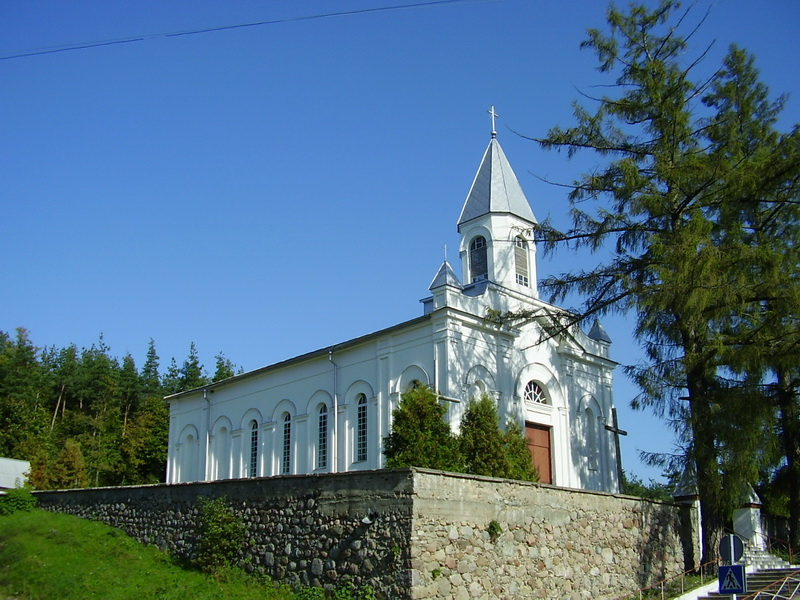
Католический храм св. Антония в аг. Малая Берестовица
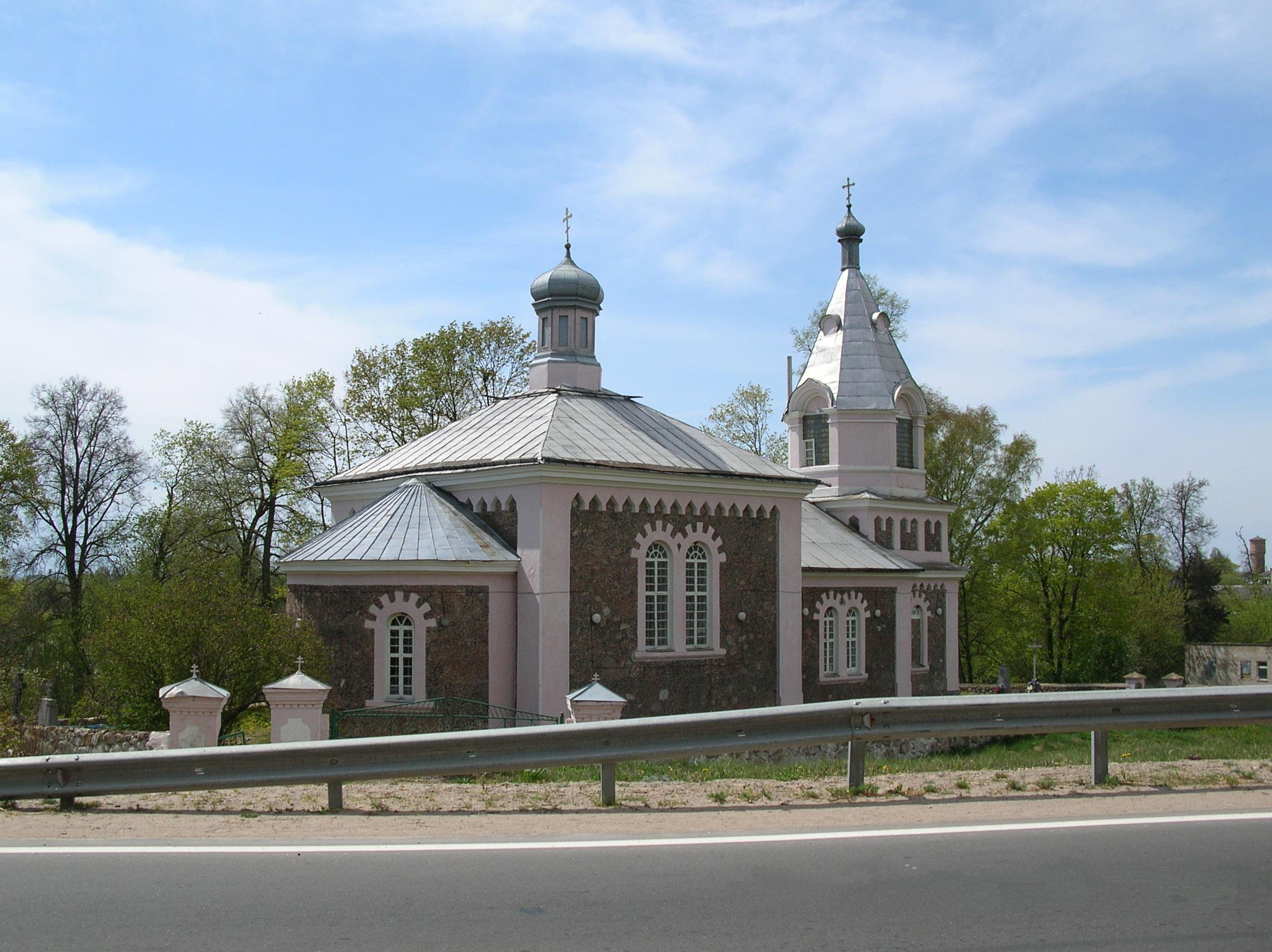
Православная церковь св. Димитрия Солунского в аг. Малая Берестовица